# Harzburgita
La harzburgita es una roca ígnea plutónica compuesta principalmente de los minerales olivino y ortopiroxeno. En la actualidad se define más precisamente en el diagrama de rocas ultramáficas como aquellas rocas ultramáficas con volúmenes de olivino entre 90 y 40% y no más de 5% de clinopiroxeno.

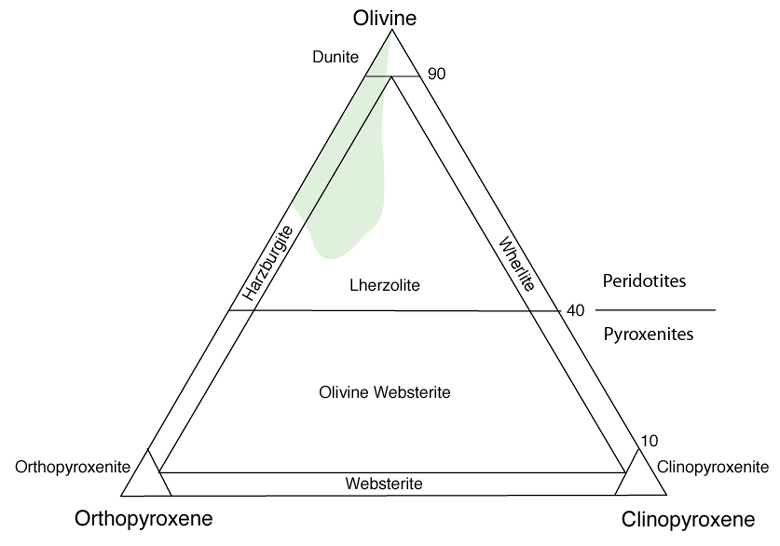
Diagrama de clasificación para rocas ultramáficas plutónicas según porcentaje de minerales en volumen. Clasificación de la Unión Internacional de Ciencias Geológicas. El área verde representa la composición de la peridotita del manto terrestre.